# Eva-Karin Westin
Eva-Karin Maria Westin, verheiratete Eva-Karin Sjömäling, (* 24. Juni 1972 in Umeå) ist eine ehemalige schwedische Biathletin.
Eva-Karin Westin lebte und trainierte in Sollefteå, wo sie für I21 IF Sollefteå startete. 1988 begann sie mit dem Biathlonsport und startete erstmals 1993 in Antholz im Weltcup, wobei sie 55. eines Einzels wurde. Höhepunkt der ersten Saison wurden Biathlon-Weltmeisterschaften 1993 in Borowetz, bei denen Westin 48. des Einzels, 16. des Sprints, Neunte mit Catarina Eklund, Heléne Dahlberg und Christina Eklund im Mannschaftsrennen sowie mit Maria Schylander und den Eklunds Siebte im Staffelrennen wurde. Nach der WM erreichte sie bei den vorolympischen Wettkämpfen in Lillehammer mit Platz sieben bei einem Sprint erstmals die Punkteränge und ihre erste Top-Ten-Platzierung. Beim folgenden Sprint in Östersund erreichte sie mit einem fünften Platz ihr bestes Karriereergebnis. In der Gesamtwertung des Weltcup wurde sie in dieser Saison 28. Nächster Höhepunkt wurden die Olympischen Winterspiele 1994 in Lillehammer. Westin wurde 60. des Sprints und erreichte mit Catarina Eklund, Maria Schylander und Helene Dahlberg im Staffelrennen Rang neun. Ein Jahr später belegte sie bei den Weltmeisterschaften in Antholz Platz 48 im Einzel, 35 im Sprint und wurde mit Susanne Hjert, Schylander und Magdalena Forsberg 14. mit der Staffel. In den Saisonen 1995/96 und 1996/97 kam sie nicht im Weltcup zum Einsatz, erst 1997/98 wurde die Schwedin wieder eingesetzt. Somit kam sie in Nagano zu ihrem zweiten Einsatz bei Olympischen Spielen und wurde auf den Strecken von Nozawa Onsen 52. des Einzels, 51. des Sprints und mit Schylander, Forsberg und Kristina Brounéus Zehnte im Staffelwettbewerb.

## Weltcup-Platzierungen
Die Tabelle zeigt alle Platzierungen (je nach Austragungsjahr einschließlich Olympische Spiele und Weltmeisterschaften).
- 1.–3. Platz: Anzahl der Podiumsplatzierungen
- Top 10: Anzahl der Platzierungen unter den ersten zehn (einschließlich Podium)
- Punkteränge: Anzahl der Platzierungen innerhalb der Punkteränge (einschließlich Podium und Top 10)
- Starts: Anzahl gelaufener Rennen in der jeweiligen Disziplin

| Platzierung                                                                             | Einzel | Sprint | Verfolgung | Massenstart | Team | Staffel | Gesamt |
| --------------------------------------------------------------------------------------- | ------ | ------ | ---------- | ----------- | ---- | ------- | ------ |
| 1. Platz                                                                                |        |        |            |             |      |         |        |
| 2. Platz                                                                                |        |        |            |             |      |         |        |
| 3. Platz                                                                                |        |        |            |             |      |         |        |
| Top 10                                                                                  | 3      | 2      |            |             | 1    | 3       | 9      |
| Punkteränge                                                                             | 5      | 4      |            |             | 1    | 4       | 14     |
| Starts                                                                                  | 13     | 16     |            |             | 1    | 4       | 34     |
| Stand: Karriereende, einschließlich WM und Olympia, Daten möglicherweise nicht komplett |        |        |            |             |      |         |        |